# 62. pehotni polk (Avstro-Ogrska)
Za druge 62. polke glejte 62. polk.
62. pehotni polk (izvirno nemško Infanterie-Regiment Nr. 62; dobesedno slovensko: Pehotni polk št. 62) je bil pehotni polk k.u.k. Heera.

## Poimenovanje
- Ungarisches Infanterie Regiment »Ludwig III. König von Bayern« Nr. 62
- Infanterie Regiment Nr. 62 (1915 - 1918)

## Zgodovina
Polk je bil ustanovljen leta 1798. 

### Prva svetovna vojna
Polkovna narodnostna sestava leta 1914 je bila sledeča: 49% Madžarov, 46% Romunov in 5% drugih. Naborni okraj polka je bil v Marosvásárhelyju, pri čemer so bile polkovne enote garnizirane sledeče: Klausenburg (štab, II. in III. bataljon), Vlasenica (I. bataljon) in Marosvásárhely (IV. bataljon).
Med prvo svetovno vojno se je polk bojeval tudi na soški fronti.
V sklopu t. i. Conradovih reform leta 1918 (od junija naprej) je bilo znižano število polkovnih bataljonov na 3.

## Organizacija
1918 (po reformi)
- 1. bataljon
- 2. bataljon
- 3. bataljon

## Poveljniki polka
- 1859: Hector von Holzhausen[8]
- 1865: Hector von Holzhausen[9]
- 1879: Maximilian Bartuska von Bartavár[10]
- 1908: Alfred von Stiotta[11]
- 1914: Josef Engerlein[1]